# 修道誓願
修道誓願（しゅうどうせいがん、ラテン語: vota religiosa）とは、カトリック教会および正教会において修道生活の条件として必要な誓願である。カトリック教会においては、福音的勧告（貞潔・清貧・従順）に関する公的誓願をいう。

## カトリック教会
現代のカトリック教会においては、修道生活(vita religiosa)は福音的勧告に関する公的誓願を立てる奉献生活(vita consecrata)とされる。ここで公的というのは、教会の名において、上長により受理される誓願を指す。誓願は所属修道共同体の会則に従って公的に宣誓する必要がある。
在俗会(institutum saeculare)についても福音的勧告に従う義務があるが、公的誓願はもたない。
福音的勧告(consilia evangelica)とは完徳の勧告ともいい、以下の3項目からなる。
- 貞潔 - 結婚しないこと
- 清貧 - 私的財産を持たないこと
- 従順 - 上長の正当な命令への従順

一生誓願を守りとおす終生誓願と、3年ないし6年の期間を持つ有期誓願が区別される。終生誓願を行うには21歳以上、有期誓願は18歳以上でなければならない。
誓願には単式(simplicia)と盛式(solemnia)の区別もある。盛式誓願はより厳格な誓願であり、教会がそれを盛式と認める必要がある。

### 歴史
古代の教会では、童貞性、禁欲、殉教などが特別のカリスマ（聖霊の賜物）とされていた。キリスト教の公認以後、殉教が不可能になると、隠遁生活が完徳 (Christian perfection) にいたる手段として認められるようになった。
誓願は3世紀末に登場し、5世紀はじめのインノケンティウス1世は公的誓願と私的誓願を区別した。
6世紀ヌルシアのベネディクトゥスは、「定住・福音的道徳の実践・従順」を誓願とし、中世の修道会に強い影響を与えた。12世紀のアウグスチノ会では福音的勧告を誓願とした。また12世紀末のケレスティヌス3世がはじめて単式誓願と盛式誓願の区別について述べた。13世紀には福音的勧告のうちとくに清貧を重んじた托鉢修道会が発達した。
第2バチカン公会議では、誓願の順序を従来の「清貧・貞潔・従順」から「貞潔・清貧・従順」の順に改めた。

## 批判
新約聖書には誓願について否定的な箇所があり（マタイによる福音書5:33-37、マルコによる福音書7:9-13）、いくつかのキリスト教団体は誓いそのものを一切禁じていると解釈している。